# Linha do Vale do Sousa

A Linha do Vale do Sousa é um troço ferroviário em projeto que irá servir os territórios do Vale do Sousa, em Portugal, através de um ramal derivado da linha do Douro, a iniciar em Valongo e a terminar em  Felgueiras, podendo à posterior continuar até Amarante, embora o PFN não a inclui para já.

## Caracterização

### Descrição física
A linha designada como "Linha do Vale do Sousa" corresponderá ao troço ferroviário entre Valongo e Felgueiras, sendo que o restante serviço ferroviário será feito através da Linha do Douro e da Linha do Minho durante o percurso entre as estações Porto-São Bento e Valongo. A Linha do Vale do Sousa será, assim, constituída por linha simples eletrificada, com bitola ibérica, permitindo a circulação de automotoras e locomotivas eléctricas com velocidade máxima de 140 km/h em cerca de 24,8 Km da sua extensão total de 36,7 Km.

### Serviços
Esta linha será construída exclusivamente para serviço de passageiros e irá fazer parte dos suburbanos do Porto e permitirá uma viagem sem transbordos entre Felgueiras e Porto-Campanhã em 57 minutos.
A frequência dos serviços urbanos prevê a circulação de 1 comboio por sentido a cada meia hora.

## História
Em 2018, depois de quase um século desde o encerramento do Caminho de Ferro de Penafiel à Lixa e Entre-os-Rios, o presidente da Câmara de Felgueiras, Nuno Fonseca, defendeu junto do Governo a necessidade de este município voltar ser servido pela rede ferroviária nacional e assim potenciar as exportações. Mais tarde nesse ano, Humberto Brito, presidente da Câmara de Paços de Ferreira, começou a defender um possível traçado ferroviário entre a linha do Douro e o município, tendo-se decidido avançar com um estudo, que foi alargado a Felgueiras.
Em dezembro de 2020, a Área Metropolitana do Porto juntamente com a Comunidade Intermunicipal do Tâmega e Sousa encomendou um estudo para fechar a linha do Vale do Sousa, que não só ligava Valongo a Felgueiras, como reativaria a Linha do Tâmega até Amarante e daí até à Livração (concelho de Marco de Canaveses), sendo esta extensão parte de uma segunda fase do projeto.
Em 2023, a primeira fase da linha do Vale do Sousa entrou na fase de projeto, tendo integrado o  Programa Nacional de Investimentos para 2030 com um investimento previsto de 181 milhões de euros.